# Hassan Rowshan
Hassan Rowshan, en persan : (en persan : حسن روشن), est un footballeur international iranien, né le 24 octobre 1955 à Téhéran. Il évolue au poste d'attaquant de la fin des années 1960 à la fin des années 1980.
Formé au Taj Téhéran avec qui il remporte le championnat d'Iran en 1971 et en 1974, il évolue ensuite au Al Ahly Dubaï et remporte, avec ce club, le championnat des Émirats arabes unis en 1980. Il termine sa carrière dans son club formateur en 1988.
Il compte 48 sélections pour treize buts inscrits et remporte la Coupe d'Asie des nations 1976 et termine troisième de l'édition 1980. Il dispute avec la sélection les Jeux olympiques 1976 et la Coupe du monde 1978.

## Biographie
Hassan Rowshan rejoint à treize ans le Taj Téhéran, il joue ensuite à Al Ahly Dubaï aux Émirats arabes unis, il remportant avec ces deux clubs des titres tant nationaux que continentaux.
Jouant au poste d'attaquant, il est international iranien à 39 reprises (1974-1980) pour treize buts inscrits. Il participe aux Jeux olympiques 1976 avec l'Iran, où il est éliminé en quarts de finale, et inscrit un but contre la Pologne. Cette même année, il remporte la Coupe d'Asie des nations 1976, en inscrivant deux buts dans la compétition, un contre l'Irak et un contre la Chine en demi-finale.
Il fait participer pour la première fois l'Iran à une phase finale de la Coupe du monde de football, en 1978, en Argentine. Il inscrit un but à la 41e minute, contre le Pérou, malgré une défaite sur le score de quatre buts à un. Remplaçant aux deux premiers matchs, il est titulaire lors de la troisième rencontre. L'Iran est éliminé au premier tour.
Il termine aussi troisième de la Coupe d'Asie des nations 1980, ce qui est sa dernière compétition en équipe nationale.

## Clubs
- 1969-1978 :  Esteghlal Teheran
- 1978-1984 :  Al Ahly Dubaï

## Palmarès
- Championnat d'Iran de football
  - Champion en 1971 et en 1974
- Coupe d'Iran de football
  - Vainqueur en 1977
- Ligue des Champions de l'AFC
  - Vainqueur en 1970
- Championnat des Émirats arabes unis de football
  - Champion en 1980
- Coupe d'Asie des nations de football
  - Vainqueur en 1976
  - Troisième en 1980